# PAL/SECAM

Répartition des standards de télévision PAL-SECAM dans le monde (en orange ou jaune)

Tout téléviseur, vidéoprojecteur, appareil d'enregistrement vidéo ou magnétoscope dit PAL/SECAM est capable de traiter aussi bien un signal vidéo couleur analogique codé en SÉCAM utilisé notamment en France qu'un signal couleur codé en PAL, plus largement utilisé dans les pays européens.
De même, l'inscription « PAL SECAM » figurant sous le logo VHS sur des cassettes vidéo vierges enregistrables, signifie que leurs caractéristiques techniques permettent l'enregistrement en SECAM ou en PAL.
Le transcodage vidéo entre les standards PAL et SECAM en 625 lignes nécessite soit un appareil analogique dédié dit « transcodeur », soit un dispositif numérique (ordinateur avec carte d'acquisition vidéo analogique) visant à échantillonner, traiter puis convertir le fichier généré intégrant les signaux du standard d'origine vers l'autre.
Dès lors que la cadence image est différente - par exemple 525 lignes NTSC et 625 lignes PAL ou SECAM - le procédé est appelé « conversion » car le traitement ne gère pas seulement l'information de chrominance mais aussi la cadence image, trame, ligne et synchronisation. Dans ce but, on exploite alors un appareil ou dispositif « convertisseur » et pas un transcodeur.